# Figuren der Sherlock-Holmes-Erzählungen
In diesem Artikel werden Figuren aus Sir Arthur Conan Doyles Sherlock-Holmes-Erzählungen vorgestellt.

## Mary Morstan

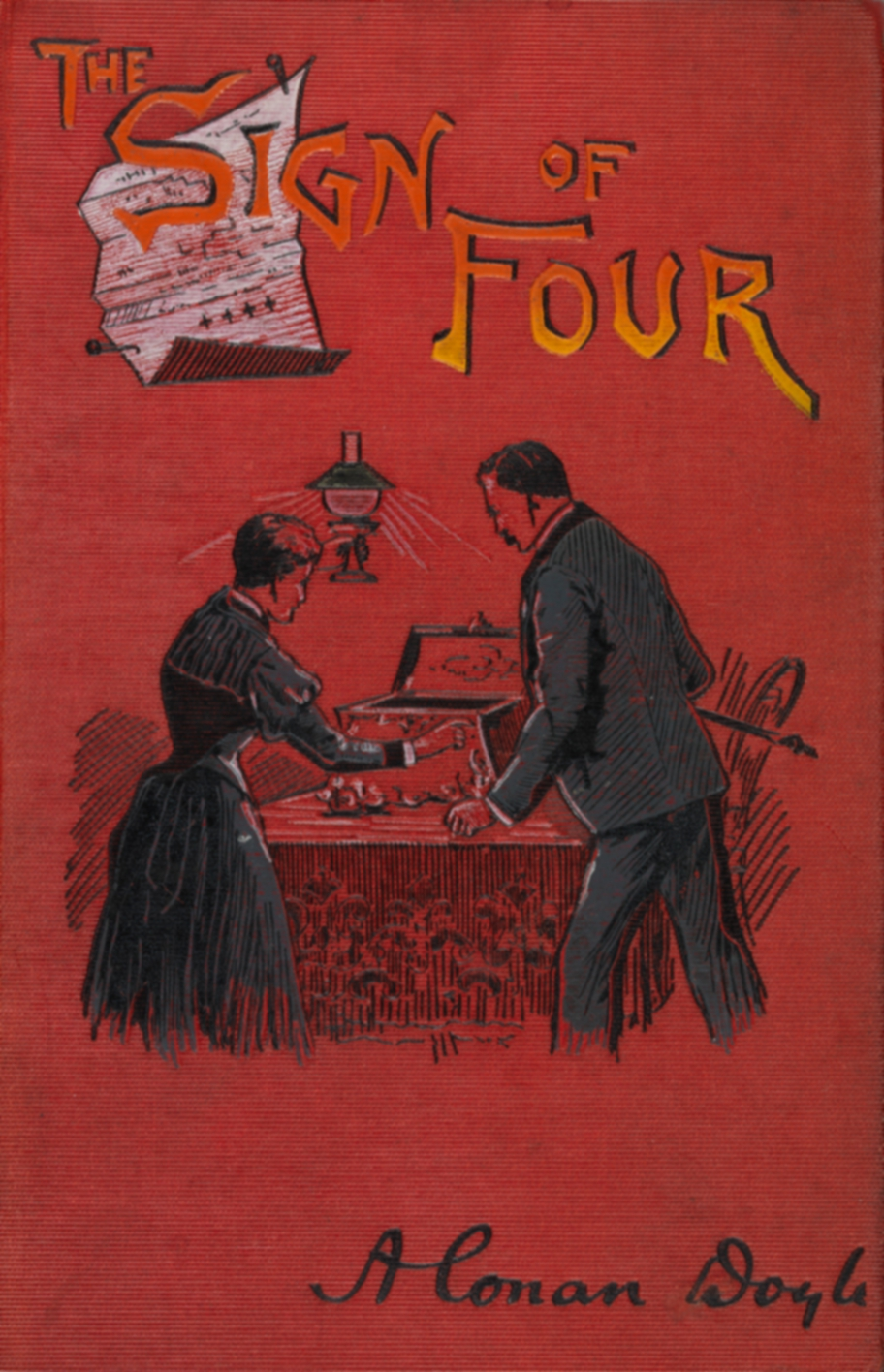
Mary Morstan und Dr. Watson auf dem Cover von The Sign of the Four, 1892

Mary Morstan konsultiert Holmes in Das Zeichen der Vier (The Sign of Four), nachdem sie eine geheimnisvolle Einladung einer unbekannten Person erhalten hat. Sie wird als kleine und zierliche junge Frau mit blondem Haar beschrieben, die als Gouvernante im Haushalt von Mrs. Cecil Forrester, einer älteren Dame, arbeitet. Holmes Gefährte Dr. Watson verliebt sich schon bei Mrs. Morstans Ankunft in Holmes Räumen in der Baker Street unsterblich in sie und kommt ihr im weiteren Verlauf der Handlung immer näher. Er vermeidet es jedoch zunächst, ihr seine Liebe mitzuteilen, da sie bei Lösung des Falles die Hälfte eines riesigen orientalischen Schatzes in Aussicht hat, was sie für ihn unerreichbar machen würde.
Mary Morstans Mutter starb kurz nach ihrer Geburt und ihr Vater, ein Captain eines indischen Regiments, verschwand 1878 unter geheimnisvollen Umständen, die im Roman Das Zeichen der Vier geklärt werden. Am Ende des Kriminalromans wird ihr tatsächlich eine schwere alte Truhe, die Juwelen enthalten soll, vorgesetzt. Es stellt sich jedoch heraus, dass derjenige, der den Schatz zuvor unrechtmäßig in seinen Besitz brachte, die Kiste kurz vor seiner Ergreifung durch Holmes und die Polizei in die Themse entleert hat. Da dieses Hindernis zwischen den beiden so beseitigt wurde, gesteht Dr. Watson seiner Angebeteten seine Gefühle und heiratet sie sogar um 1888. Nach der Hochzeit ziehen die beiden in eine eigene Wohnung. In späteren Geschichten taucht Mary Watson nur noch selten und als unwichtige Nebenfigur auf. Nach ihrem frühzeitigen Tod zieht Watson wieder in der Baker Street ein.

## Professor Moriarty
Professor James Moriarty ist Holmes’ entschiedenster Rivale, der ihm intellektuell in nichts nachsteht, seine Fähigkeiten aber – als genialer Verbrecher – zum Schaden der Menschheit einsetzt („schwarzes Spiegelbild“). Der Detektiv kommt Moriarty nicht bei, da dieser jeden Schritt seiner Gegner bereits rechtzeitig voraussieht. 

## Sebastian Moran
Colonel Sebastian Moran stammt aus dem Umfeld von Professor James Moriarty. Er ist nach diesem der „zweitgefährlichste Mann in London“. Der Charakter taucht allerdings mehr in Pastiche-Geschichten und in Sherlock-Holmes-Filmen auf, als in den eigentlichen Holmes-Romanen.

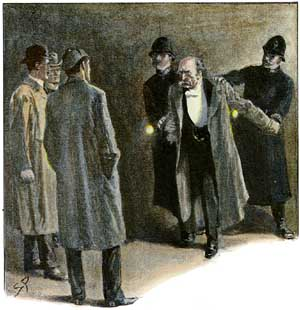
Die Gefangennahme von Col. Sebastian Moran durch Sherlock Holmes, Illustration von Sidney Paget

Colonel Sebastian Moran war anwesend, als Moriarty die Reichenbach-Fälle in der Schweiz hinunterstürzte und dabei scheinbar Sherlock Holmes ebenfalls mit in den Tod riss. Er versuchte vergeblich, den Tod Moriartys zu rächen. Moran wurde von Sherlock Holmes nach dessen „Wiederauferstehung“ im Roman The Empty House (Das leere Haus, 1903) gefangen genommen. Er hatte versucht, Holmes von der gegenüberliegenden Seite des Hauses Baker Street 221b mit einem speziellen Luftgewehr (einer so genannten Windbüchse) zu ermorden. Holmes hatte den Anschlag vorausgeahnt und erwartete Moran zusammen mit Dr. Watson und Polizisten im leeren Haus, von wo aus Moran nur auf eine Wachsbüste geschossen hatte.

### Sherlock-Holmes-Filme mit Colonel Moran
- The Return of Sherlock Holmes (1929), mit Donald Crisp als Colonel Moran, Clive Brook als Sherlock Holmes und H. Reeves-Smith als Dr. Watson
- The Sleeping Cardinal (1931), mit Louis Goodrich als Colonel Sebastian Moran, Arthur Wontner als Sherlock Holmes und Ian Fleming als Dr. John H. Watson (das ist allerdings nicht der Bond-Schriftsteller Ian Fleming, sondern ein gleichnamiger Schauspieler)
- The Triumph of Sherlock Holmes (1935), mit Wilfrid Caithness als Col. Sebastian Moran, Arthur Wontner als Sherlock Holmes und Ian Fleming als Dr. John H. Watson
- Silver Blaze (1937), mit Arthur Goullet als Col. Sebastian Moran, Arthur Wontner als Sherlock Holmes und Ian Fleming als Dr. John H. Watson
- Sherlock Holmes – Terror by Night (Juwelenraub) (1946), mit Alan Mowbray als Moran (alias „Maj. Duncan-Bleek“), Basil Rathbone als Sherlock Holmes und Nigel Bruce als Dr. John H. Watson
- Sherlock Holmes – Spiel im Schatten (2011), mit Paul Anderson als Col. Sebastian Moran, Robert Downey Jr. als Sherlock Holmes und Jude Law als Dr. John H. Watson

## Mycroft Holmes

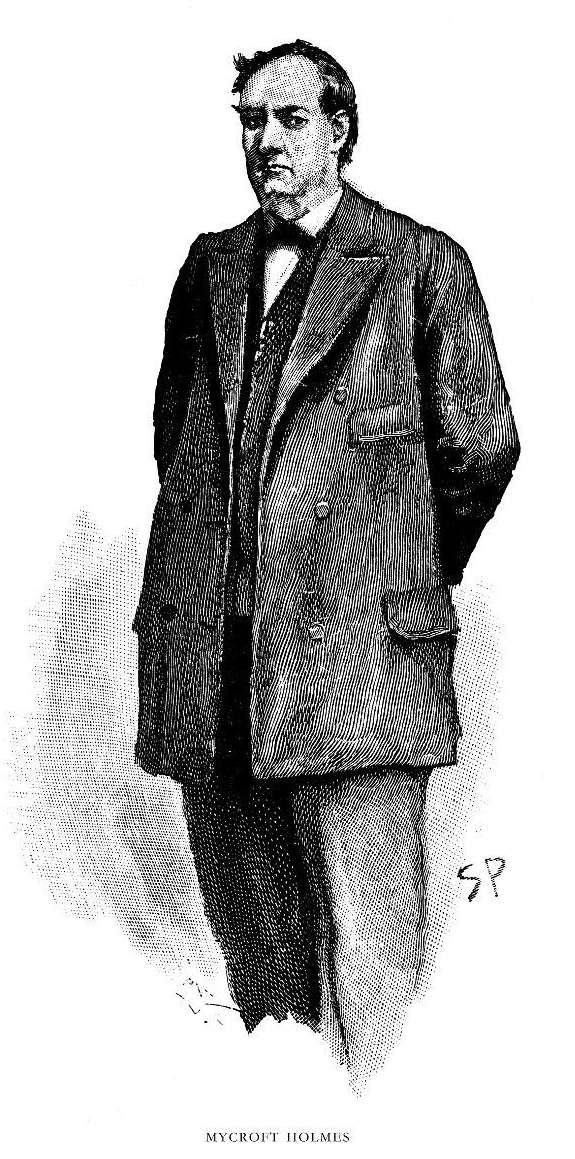
Mycroft Holmes, Illustration von Sidney Paget

Mycroft Holmes ist der um sieben Jahre ältere Bruder von Sherlock Holmes. Mycroft ist ein hochbegabter Politikberater in britischen Diensten. Laut Sherlock Holmes soll er die „Methode der Deduktion“ noch besser beherrschen als sein jüngerer Bruder, der sich selbst als Meister auf diesem Gebiet bezeichnet, auch wenn sich Mycroft oft auf bequemere und unkompliziertere Lösungen eines Falles beschränkt. Mycroft ist ein phlegmatischer, träger Charakter und hegt keine Ambitionen, detektivisch zu arbeiten. Mycroft ist Gründungsmitglied des Diogenes Club, den Sherlock Holmes den Klub der „ungeselligsten Männer in London“ nennt.
Mycroft Holmes wird oft als mittelgroßer Mann mit abnehmendem Haaransatz und etwas fülliger Statur beschrieben. In den Verfilmungen wird er oft als einfältig, hochmütig, verfressen und leichtgläubig dargestellt.
Mycroft Holmes tritt außer bei Doyle auch in der Holmes-Parodie Das Privatleben des Sherlock Holmes aus dem Jahre 1970 in der Rolle des (regierungsamtlichen) Gegenspielers auf. In Alan Moores The League of Extraordinary Gentlemen tritt Mycroft Holmes als Leiter des britischen Nachrichtendienstes auf. In Brian D. McCredies The Bee-keeper's Tale: Mr Holmes' Curious Odyssey fungiert Mycroft Holmes als Ich-Erzähler und gleichzeitig Sherlocks Kontaktmann zur Regierung in einem weiteren Abenteuer.

### Mycroft Holmes als Namensgeber
In Anspielung auf Mycroft Holmes werden die Such-Plugins für Mozilla-basierte Webbrowser auch Mycroft-Plugins genannt. Dies ist zugleich eine Anspielung auf die von Apple programmierte Suchtechnologie namens Sherlock.
Robert A. Heinlein benennt in seinem Roman Revolte auf Luna (Original: The Moon is a Harsh Mistress) nach Holmes einen Computer Mycroft oder Mike.

### Mycroft Holmes in Verfilmungen
- The Bruce Partington Plans (1922), dargestellt von Lewis Gilbert
- Sherlock Holmes’ größter Fall (A Study in Terror, 1965), dargestellt von Robert Morley
- Sherlock Holmes (Fernsehserie), Folge: Die Bruce-Partington-Pläne, 1968, dargestellt von Hans Cossy
- Das Privatleben des Sherlock Holmes (The Private Life of Sherlock Holmes, 1970), dargestellt von Christopher Lee
- Kein Koks für Sherlock Holmes (The Seven-Per-Cent Solution, 1976), dargestellt von Charles Gray
- Die Abenteuer von Sherlock Holmes und Dr. Watson: Die Bekanntschaft / Die blutige Inschrift (Prikljutschenija Scherloka Cholmsa i doktora Watsona: Krowawaja nadpis, 1979), dargestellt von Boris Kljujew (Fernsehserie in Russland)
- Adventures of Sherlock Holmes and Dr. Watson: The Twentieth Century Approaches (Scherlok Cholms w dwadzatom weke, 1986), dargestellt von Boris Kljujew (Fernsehserie in Russland)
- Sherlock Holmes muß sterben (Hands of a Murderer, 1990), dargestellt von Peter Jeffrey
- The Royal Scandal (2001), dargestellt von R.H. Thomson (engl. Fernsehserie)
- Sherlock Holmes and the Leading Lady (1992), dargestellt von Jerome Willis (Fernsehfilm)
- Sherlock (2002), dargestellt von Richard E. Grant
- Sherlock (2010), dargestellt von Mark Gatiss (Fernsehserie)
- Elementary (2012), dargestellt von Rhys Ifans (Fernsehserie)
- Sherlock Holmes – Spiel im Schatten (2011), dargestellt von Stephen Fry
- Enola Holmes (2020), dargestellt von Sam Claflin

## Irene Adler
„Für Sherlock Holmes ist sie immer nur die Frau. Ich habe ihn selten von ihr mit anderen Worten sprechen hören. In seinen Augen stellt sie alle anderen ihres Geschlechts in den Schatten. Es war nicht so, als empfände er irgendetwas wie Liebe für sie … und doch gab es für ihn nur eine Frau, und das war Irene Adler.“

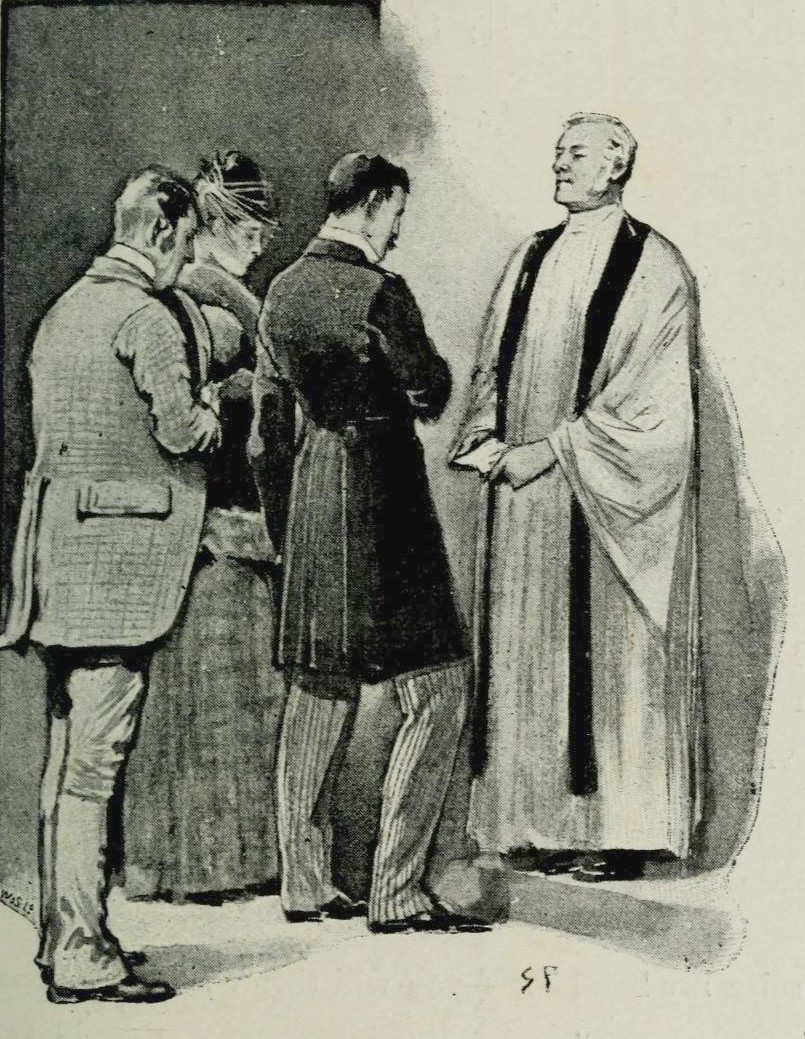
Irene Adler heiratet Godfrey Norton, Illustration aus A Scandal in Bohemia von Sidney Paget

Irene Adler, geboren 1858 in New Jersey, ist eine amerikanische Opernsängerin, Schauspielerin und wohlbekannte Abenteurerin. Sherlock Holmes beschreibt sie als „die anmutigste Person auf diesem Planeten“ und „entzückende Frau mit einem Gesicht, für das ein Mann sterben könnte“, doch habe sie auch ein Gemüt aus Stahl und „den Verstand des entschlossensten Mannes“. Nach eigener Aussage macht sie sich oft die Freiheit zunutze, die es mit sich bringt, sich als Mann zu verkleiden.
Obwohl sie nur in einer einzigen Geschichte auftaucht, gilt Irene Adler als wichtige Nebenfigur, da sie durch ihr überlegtes Handeln Holmes eine seiner vier Niederlagen beibringt. In Ein Skandal in Böhmen hatte Adler einige Jahre zuvor ein intimes Verhältnis mit dem König von Böhmen. Es gelingt ihr, ein kompromittierendes Foto, das sie zur Nötigung des Königs verwendet und das der Detektiv in dessen Auftrag wiederbeschaffen soll, in Sicherheit zu bringen und sich selbst ins Ausland abzusetzen.
Ein solcher Erfolg einer intelligenten Frau ist besonders bemerkenswert, da er dem damals vorherrschenden Rollenbild widerspricht. Diese herausragende Frauenfigur des Werkkanons lieferte oft den Anlass, in späteren Adaptionen die Handlung um eine Liebesgeschichte zu ergänzen. Conan Doyles Originalgeschichte enthält keine explizite Liebeserklärung, obwohl Watson berichtet, dass Holmes den böhmischen König um ein Porträtfoto Adlers bittet und dieses oft fasziniert betrachtet.
In der Serie Sherlock Holmes der 80er Jahre wird Irene Adler von Gayle Hunnicutt verkörpert. In der BBC-Reihe Sherlock (seit 2010) wird sie von Lara Pulver gespielt.
In der Manga-Serie Moriarty the Patriot (seit 2016, von Ryosuke Takeuchi und Hikaru Miyoshi) spielt Irene Adler eine wesentliche Rolle: Nicht nur gelingt es ihr mehrmals, Sherlock Holmes auszuspielen, sie tritt auch unter dem Decknamen „James Bond“ in die Organisation der Moriarty-Brüder ein. Seit Sommer 2019 lässt der Verlag Maritim sie in der Hörspielreihe Irene Adler – Sonderermittlerin der Krone im Auftrag von Mycroft Holmes neue Abenteuer erleben; gesprochen wird sie von Yvonne Greitzke.

## Inspector G. Lestrade

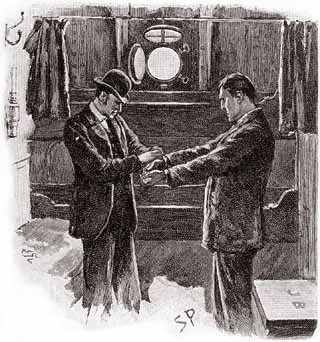
Inspector Lestrade (links) in The Adventure of the Cardboard Box, Illustration von Sidney Paget, 1893

Inspector G. Lestrade ([lɛˈstreɪd] anhörenⓘ oder [lɛˈstrɑːd] anhörenⓘ) ist der am häufigsten auftretende Inspektor von Scotland Yard. Er ist bereits in der ersten Geschichte Eine Studie in Scharlachrot als ermittelnder Inspektor zu bemerken, und er sah ebenfalls, wie Holmes z. B. die Fälle des Boscombe-Tals und Dartmoor löste. Er gibt gegenüber Holmes offen zu, dass dieser der bessere Ermittler ist, doch vor einem Dritten könnte er es niemals sagen. Seine Kollegen sind u. a. Stanley Hopkins, Tobias Gregson und Athelney Jones.
In der 1940er-Krimireihe wird Lestrade von Dennis Hoey verkörpert. In der deutschen Fernsehserie Sherlock Holmes von 1967/68 wird Lestrade von Hans Schellbach dargestellt. In der BBC-Serie Sherlock (seit 2010) wird Lestrade von Rupert Graves gespielt. Im Verlauf der Serie wird sein Vorname mit „Greg“ angegeben.